# Lacipa pactor
Lacipa pactor är en fjärilsart som beskrevs av Erich Martin Hering 1926. Lacipa pactor ingår i släktet Lacipa och familjen tofsspinnare. Inga underarter finns listade i Catalogue of Life.